# 13 Brygada Strzelców (URL)
13 Brygada Strzelców – oddział piechoty Armii Ukraińskiej Republiki Ludowej.

## Formowanie i zmiany organizacyjne
W wyniku rozmów atamana Symona Petlury z naczelnikiem państwa i zarazem naczelnym wodzem wojsk polskich Józefem Piłsudskim prowadzonych w grudniu 1919, ten ostatni wyraził zgodę na tworzenie ukraińskich jednostek wojskowych w Polsce.
Brygada została sformowana na podstawie rozkazu dowódcy 5 Chersońskiej Dywizji Strzelców nr 52 z 29 sierpnia 1920. W skład brygady weszły resztki stanu osobowego, które pozostały w szeregach Armii URL po masowej dezercji żołnierzy pochodzących z Galicji. Zorganizowano kureń strzelców, sotnię karabinów maszynowych, sotnię konną i baterię z dwoma działami. Kureń, sotnia km i bateria artylerii uzupełniane były żołnierzami 2 Brygady Strzelców, brygady zapasowej i brygady artylerii oraz sotni oficerskiej 5 Chersońskiej Dywizji Strzelców. Sotnia konna była formowana z oddziału sot. Jakowa Szepela.
W październiku Armia URL przeprowadziła mobilizację. W jej wyniku liczebność jej oddziałów znacznie wzrosła. W związku z podpisaniem przez Polskę układu o zawieszeniu broni na froncie przeciwbolszewickim, od 18 października  wojska ukraińskie zmuszone były prowadzić działania zbrojne samodzielnie.
21 listopada, pod naporem wojsk sowieckich, brygada przeszła na zachodni brzeg Zbrucza, gdzie została internowana przez Wojsko Polskie.

## Struktura organizacyjna
Organizacja brygady w październiku 1920
- dowództwo i sztab
- sotnia konna
- sotnia karabinów maszynowych
- 37 kureń strzelców

## Żołnierze oddziału
| Dowództwo jednostki      |                        |                   |
| Stopień, imię i nazwisko | Okres pełnienia służby | Uwagi             |
| Dowódca pułku            |                        |                   |
| płk Mykoła Burdun-Rykow  | 29 VIII – koniec wojny | były dowódca 2 BS |
| Szef sztabu              |                        |                   |
| sot. sot. Jurij Naumenko | 4 IX – koniec wojny    |                   |